# Distrikt Tibillo
Der Distrikt Tibillo liegt in der Provinz Palpa in der Region Ica in Südwest-Peru. Der Distrikt wurde am 16. Januar 1953 gegründet. Er hat eine Fläche von 336 km². Beim Zensus 2017 lebten 344 Einwohner im Distrikt Tibillo. Im Jahr 1993 lag die Einwohnerzahl bei 598, im Jahr 2007 bei 414. Verwaltungssitz ist die auf einer Höhe von 2167 m gelegene Ortschaft Tibillo mit 236 Einwohnern (Stand 2017). Tibillo liegt im Flusstal des Río Santa Cruz (der Oberlauf heißt auch Río Tibillo) knapp 50 km nördlich der Provinzhauptstadt Palpa.

## Geographische Lage
Der Distrikt Tibillo liegt in den westlichen Ausläufern der peruanischen Westkordillere im Norden der Provinz Palpa. Die maximale Längsausdehnung in SSW-NNO-Richtung beträgt etwa 30 km, die maximale Breite liegt bei etwa 20 km. Der Distrikt erstreckt sich über den oberen Mittellauf des Río Santa Cruz (auch Río Tibillo) und reicht im Nordosten bis zum Westufer des Río Grande.
Der Distrikt Tibillo grenzt im Südosten an den Distrikt Río Grande, im Süden an den Distrikt Santa Cruz, im Südwesten an den Distrikt Santiago (Provinz Ica), im Westen an den Distrikt Yauca del Rosario (ebenfalls in der Provinz Ica), im Nordwesten an den Distrikt Córdova (Provinz Huaytará, Region Huancavelica), im Nordosten an den Distrikt Ocoyo (ebenfalls in der Provinz Huaytará) sowie im Osten an den Distrikt Huac-Huas (Provinz Lucanas, Region Ayacucho).